# Oceanco

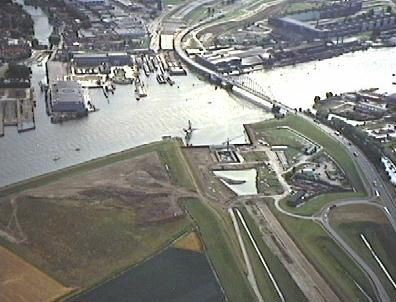
Lage der Werft an der Noord

Oceanco ist eine Werft in den Niederlanden, die sich auf den Bau von Megayachten spezialisiert hat. Der Sitz des Unternehmens ist in Alblasserdam. Eigentümer ist Gabe Newell.

## Geschichte
Das Unternehmen wurde 1987 gegründet als eine Gruppe Privatinvestoren unter der Leitung des damaligen Geschäftsführers Richard Hein mit dem Bau von Yachten begann, deren Rümpfe und Aufbauten in Durban gebaut wurden. Die Yachten wurden dann zu verschiedenen Einrichtungen in den Niederlanden transportiert, wo sie fertiggestellt wurden. Oceanco baut seit 1990 Motoryachten. Im Jahr 2002 übernahm Theodore Angelopoulos die Kontrolle über Oceanco und begann das Unternehmen auf Megayachten zu spezialisieren. Seit 2005 konzentriert sich Oceanco auf den Bau von spezialangefertigten Mega-Yachten mit einer Länge von über 80 Metern. Im März 2010 erwarb Mohammed Al Barwani, ein omanischer Geschäftsmann, Oceanco. Seit August 2025 befindet sich das Unternehmen im Besitz von Gabe Newell. Marcel Onkenhout ist CEO des Unternehmens, in dem er seit 1994 tätig ist. Für Verkauf, Beratung und Design wird in Monaco eine Niederlassung betrieben.
Das Werftgelände in Alblasserdam liegt an der Noord und verfügt über folgende Kapazitäten:
- Eine klimatisierte Werfthalle (145 m lang und 45 m breit) für den Bau und die Überholung von Yachten bis 130 m Länge. Sie wurde von Van der Giessen-De Noord übernommen.
- Ein überdachtes Trockendock (156 m lang, 52 m breit und 32 m hoch) für Yachten bis 140 m Länge.
- Einen Werfthafen mit einer Kailänge von 130 m, Schiffslift und drei Hafenkrane.
- Gebäude für das Konstruktionsbüro, verschiedene Werkstätten und die Verwaltung.

Zur Ablieferung der Schiffe müssen diese am Weg von der Werft zum Meer in Rotterdam die 2017 als Denkmal restaurierte Hubbrücke De Hef passieren. Für die 127 m lange Yacht Koru für Jeff Bezos sollte im Sommer 2022 der Mittelteil der Brücke vorübergehend demontiert werden. Allerdings entschied sich die Werft, die Megayacht in der Nacht auf den 3. August 2022 ohne die Masten durch das südliche Hafengebiet zu überführen.

## Bauliste

### Segelyachten
- Koru (Y721), 127 m, 2023
- Black Pearl (Y712), 106 m, 2018
- Aquijo, 86 m, 2016

### Motoryachten
- „Project Y722“, 111 m, im Bau
- H3, 105 m, 2000/2023
- Infinity, 117 m, 2022
- Seven Seas, 109 m, 2022
- Seven Seas, 84,5 m, 2010
- Vibrant Curiosity, 85,5 m, 2009